# باله‌پنجه آفریقایی
باله‌پنجه آفریقایی (نام علمی: Podica senegalensis) نام یک گونه از تیره باله‌پنجه‌گان است.